# Pavelló Lluís Bachs
El Pavelló Lluís Bachs del Grup Excursionista i Esportiu Gironí és una obra de Girona inclosa a l'Inventari del Patrimoni Arquitectònic de Catalunya.

## Descripció
Construcció esportiva de planta rectangular en forma de contenidor paral·lelepipèdic. El contenidor presenta una estructura formada per pilars i jàsseres metàl·lics. Les parets són d'un bloc de formigó vist amb tancament metàl·lic i vidres U-Glass que ocupen la part superior en tot el perímetre. A l'interior hi ha una grada i els vestidors suportats per una estructura de formigó independent. Les grades són formigó, amb cadires de plàstic. El paviment són llosetes de formigó.

### Gimnàs
Edifici de planta irregular que ocupa una amplia cantonada i dona cabuda a un gimnàs i altres dependències annexes. L'estructura és de formigó amb sostres reticulars i tancaments de bloc de formigó que combinen dues tonalitats de gris diferenciats. El gimnàs és cobert amb estructura metàl·lica en gelosia i acabat amb planxa metàl·lica. Les obertures corregudes de la part superior són amb vidre U-Glass. El cos principal dona accés a les diferents instal·lacions per un corredor obert a la façana posterior, a manera de balcó corregut.

## Història
El pavelló és propietat del GEEG (Grup Excursionista i Esportiu Gironí) que el construí l'any 1979 en uns terrenys cedit per una entitat d'estalvi. El gimnàs forma part del conjunt d'instal·lacions que el GEEG té al barri de Sant narcís, on primerament construir un pavelló, de finals dels anys 70 del segle xx, situat prop d'aquest gimnàs, la piscina descoberta i les pistes de tennis.